# De la verticale à l'oblique
De la verticale à l'oblique est une œuvre de l'artiste français Hervé Mathieu-Bachelot située à Paris, en France. Créée en 1982, elle est installée à l'intérieur de la station de métro Corentin Cariou. Il s'agit d'une fresque qui orne les murs d'un couloir de la station.

## Localisation
L'œuvre est installée sur un mur de la station Corentin Cariou de la ligne 7 du métro parisien.

## Artiste
Hervé Mathieu-Bachelot (né en 1945) est un artiste français. Conseiller artistique de la RATP, il a réalisé plusieurs fresques ornant certaines stations de celle-ci.